# Chapelle Saint-Martin (Assise)

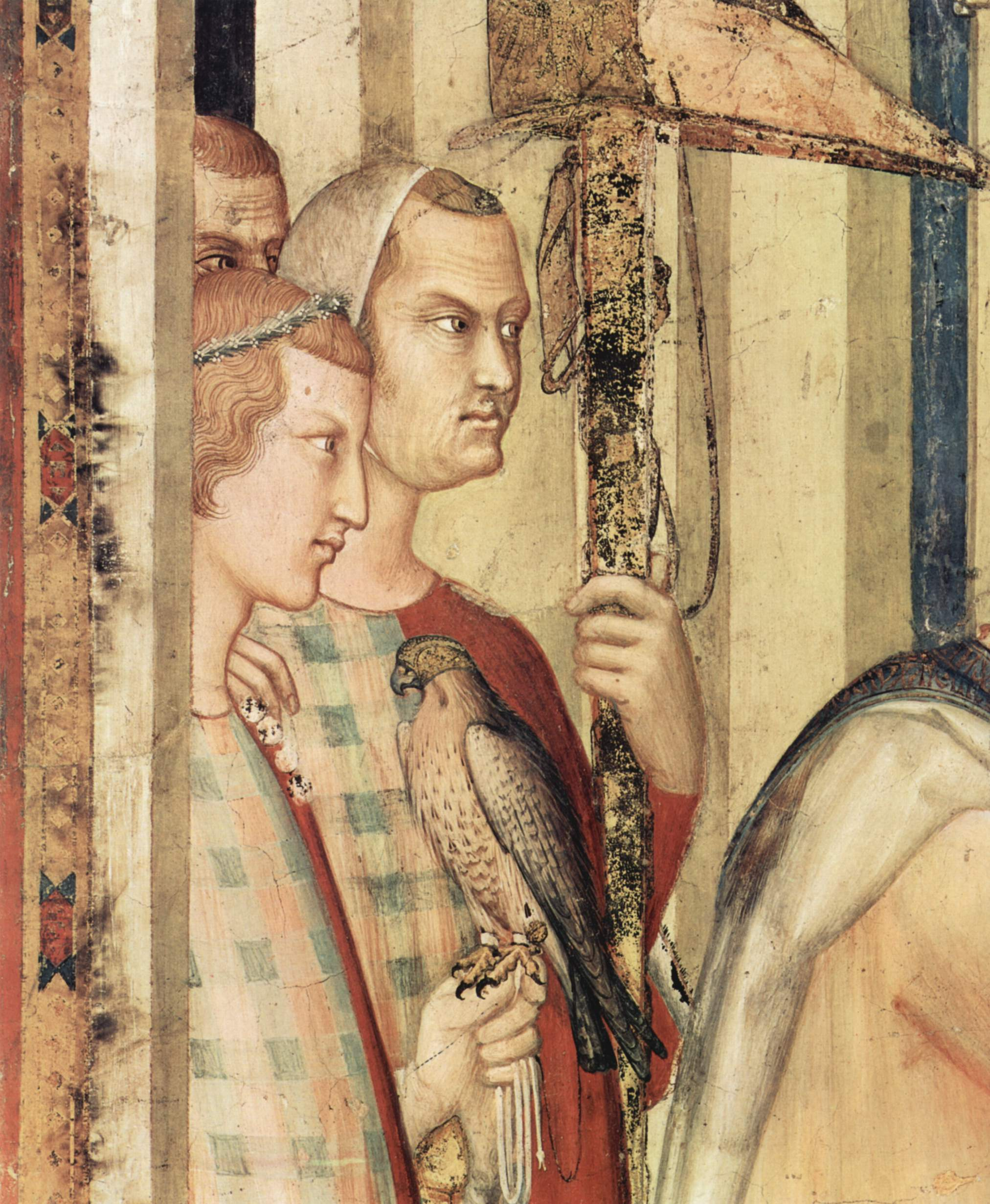
Simone Martini, détail de L'Investiture de saint Martin comme chevalier.

La chapelle Saint-Martin est la première chapelle à gauche de l'église inférieure de la basilique Saint-François d'Assise. Commandée et financée par le cardinal Gentile Partino da Montefiore, elle a été entièrement réalisée à fresque par Simone Martini en 1313-1318. Son cycle de fresques est l'une des œuvres les plus importantes du maître siennois.

## Histoire

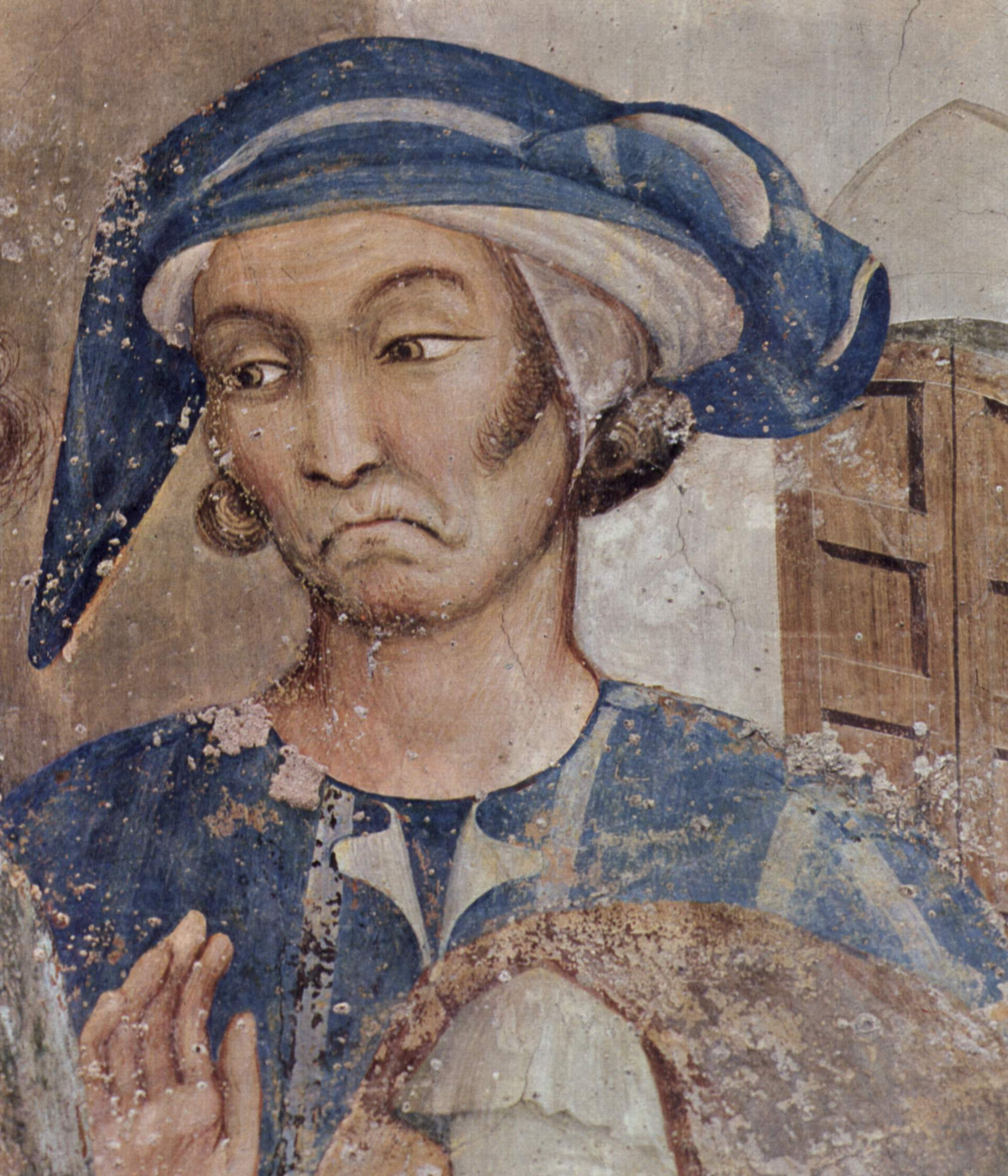
Résurrection d'un enfant à Chartres, détail, autoportrait présumé de Simone Martini.

Gentile Partino da Montefiore est créé cardinal de San Martino ai Monti par le pape Boniface VIII en 1300. En 1304, le pape Clément V l'envoie en Hongrie en tant que légat, pour mettre fin à la guerre de succession qui a éclaté, à la suite de la mort du roi Ladislas IV en 1290, entre la noblesse magyare et Marie de Hongrie, épouse de Charles II d'Anjou, roi de Naples, qui revendique le trône pour ses enfants, étant fille du roi Ladislas. Le cardinal s'acquitte de sa tâche avec succès et c'est ainsi que le petit-fils de Marie, Charles Robert d'Anjou est couronné roi de Hongrie en 1308.
La mission du cardinal s'achève en septembre 1311 et le pape Clément V le rappelle en Italie et le charge de transférer le trésor papal en Avignon. En mars 1312, Gentile est à Assise et dépose dans la sacristie de la basilique Saint-François les dons qu'il a reçus des souverains hongrois ainsi qu'une partie du trésor papal. Il remet également 600 florins d'or pour la construction et la fresque d'une chapelle dans la basilique inférieure Saint-François. Il est ensuite documenté à Sienne, où il s'accorde probablement avec Simone Martini pour la fresque de la chapelle. En octobre de la même année, le cardinal tombe malade et meurt à Lucques avant d'arriver à Avignon. Son corps est ramené à Assise et enseveli dans la chapelle Saint-Louis, sa propre chapelle n'étant pas encore achevée.

## Attribution et datation
Les fresques de la chapelle ne sont pas signées et aucune documentation écrite n'a été trouvée permettant leur attribution certaine à Simone Martini. L'attribution au maître siennois faite par Sebastiano Ranghiasci en 1820 sur une base purement stylistique rencontre l'unanimité des spécialistes.
La datation des fresques a été davantage débattue. Aujourd'hui, la plupart des chercheurs privilégient une fenêtre temporelle entre 1312 et 1318, avec en appui le document de mars 1312 attestant la volonté du cardinal de construire la chapelle, sa visite au printemps 1312 à Sienne et l'expulsion des Guelfes de la ville d'Assise en 1319, date à laquelle tous les travaux à Assise devaient être achevés.
Simone Martini  travaille dans la chapelle en au moins trois phases. Il commence les travaux en 1312-1313, laissant suspendue la Maestà du Palazzo Pubblico de Sienne sur laquelle il travaille alors. Lors de cette première phase, il réalise les dessins des vitraux d'Assise et commence peut-être les fresques. Il retourne à Sienne vers 1314 pour compléter la Maestà, qu'il achève en juin 1315, puis revient à Assise. Débute alors la deuxième phase avec la création de toutes les fresques de la chapelle. En 1317 a lieu la canonisation, sous le nom de saint Louis de Toulouse, de Louis d'Anjou, frère de Robert d'Anjou. Simone Martini est appelé par Robert d'Anjou à Naples où il réalise la fresque Saint Louis de Toulouse couronnant Robert d'Anjou, mais peu de temps après il retourne à Assise pour terminer (et dans certains cas refaire) les fresques en pied des saints de l'intrados. Les travaux ont probablement été achevés en 1318. La certitude que les premiers travaux à Sienne se sont également déroulés en deux phases avec une interruption avant 1315 et la présence de saints chers à la famille d'Anjou dans l'intrados de la chapelle d'Assise suggèrent que les travaux à Sienne et à Naples constituent des pauses dans la réalisation de la chapelle Saint-Martin. Outre la présence de saints chers aux Anjou, l'analyse des attaques de plâtre indique que les fresques de l'intrados ont été les dernières à être réalisées.

## Description
Les murs latéraux de la chapelle présentent un cycle de dix fresques consacré  à la vie de saint Martin, évêque de Tours, peut-être parce que le cardinal Gentile Partino da Montefiore, commanditaire de la chapelle, détient le titre cardinalice de Santi  Silvestro e Martino ai Monti.
Le cycle peut être lu de bas en haut à partir de la première fresque en bas à gauche. Les scènes représentées sont les suivantes :
- Saint Martin partage son manteau avec un pauvre à la porte d'Amiens.
- Apparition du Christ et des anges en rêve à Saint Martin.
- Investiture de saint Martin comme chevalier par l'empereur Julien.
- Renoncement de Martin aux armes.
- Résurrection d'un enfant à Chartres.
- Rêve de saint Ambroise.
- Les anges viennent au secours de saint Martin.
- L'empereur Valentinien tombe à genoux aux pieds de saint Martin.
- Mort de saint Martin.
- Funérailles de saint Martin en présence de saint Ambroise miraculeusement apparu.

Une curiosité concerne la scène de Le Renoncement de Martin aux armes. L'empereur, qui jette un regard sévère et pointe son sceptre vers le saint l'accusant de lâcheté est, selon toute vraisemblance, Frédéric II de Souabe, empereur du Saint-Empire romain germanique, comme en témoignent les armoiries avec l'aigle noir sur son campement. Saint Martin semble cependant marcher vers l'ennemi, mais avec seulement la Croix, répondant ainsi aux accusations de lâcheté. De cette façon, l'empereur est chargé d'une image négative. Ce n'est pas un hasard si l'ennemi, barricadé derrière les rochers, porte l'insigne du lion rampant sur fond rouge, symbole du capitaine du peuple de la ville de Sienne. Dans ce contexte, Sienne, qui ces dernières années fait face à l'empereur Henri VII du Saint Empire romain, acquiert une image positive.
La Dédicace de la chapelle à saint Martin est représentée au-dessus de l'intrados. On y voit le vieux cardinal, qui a laissé son galero sur la balustrade, s'agenouiller devant le saint. 
Sur le mur du fond, dans les embrasures des trois fenêtres, sont représentés des bustes de saints chevaliers (à gauche), de saints évêques ou papes (au centre) et de saints ermites ou fondateurs d'ordres (à droite). Ils suggèrent peut-être les trois phases différentes de la vie de saint Martin qui devint évêque de Tours, puis fonda des monastères.
Les huit saints en pied qui figurent par paires dans l'intrados sont : Sainte Marie Madeleine et Sainte Catherine d'Alexandrie (en bas à droite), Saint Antoine de Padoue et Saint François (en haut à droite), Sainte Claire et Sainte Élizabeth de Hongrie (en bas à gauche), Saint Louis de France et Saint Louis de Toulouse (en haut à gauche). Ils sont un hommage à l'ordre franciscain (dans les figures de saint François, des deux saints franciscains, Antoine de Padoue et Louis d'Anjou et de leur homologue féminine, sainte Claire, aux saints qui, comme saint Martin, ont vécu une vie de renoncement (sainte Catherine d'Alexandrie et sainte Marie Madeleine) et enfin, aux saints de la famille d'Anjou de Naples, ville où Simone Martini s'est rendu en 1317 avant d'achever ces fresques (saint Louis de France, saint Louis de Toulouse et sainte Élisabeth de Hongrie). Les saint Louis et sainte Élisabeth de Hongrie actuels ont remplacé saint Nicolas de Bari et sainte Ursule préexistants, peints par Martini lui-même. Le franciscain, puis évêque de Toulouse, saint Louis, canonisé en 1317, remplace saint Antoine de Padoue. La simple bure franciscaine de saint Louis est frappante, alors que Simone Martini l'a représenté à d'autres occasions avec la mitre et la chape : le saint Louis de cette chapelle est clairement une transformation d'un saint Antoine préexistant. Et comme un saint populaire et franciscain comme Saint Antoine ne pouvait pas manquer à Assise, Simone Martini décide d'en faire un autre en remplaçant un saint Martin. Les figures de saint Martin et saint Nicolas sont encore visibles sous les fresques actuelles. Dans l'ensemble, les huit saints de la sous-arcade constituent un cycle autonome repensé après la rencontre de Simone Martini avec la famille d'Anjou, célébrant la famille et l'ordre franciscain, à laquelle appartenait le nouveau saint angevin saint Louis.

Les vitraux des trois ouvertures, avec des figures similaires à celles des montants, ont été réalisés par Giovanni di Bonino sur un dessin probable de Simone Martini, en 1312-1317.

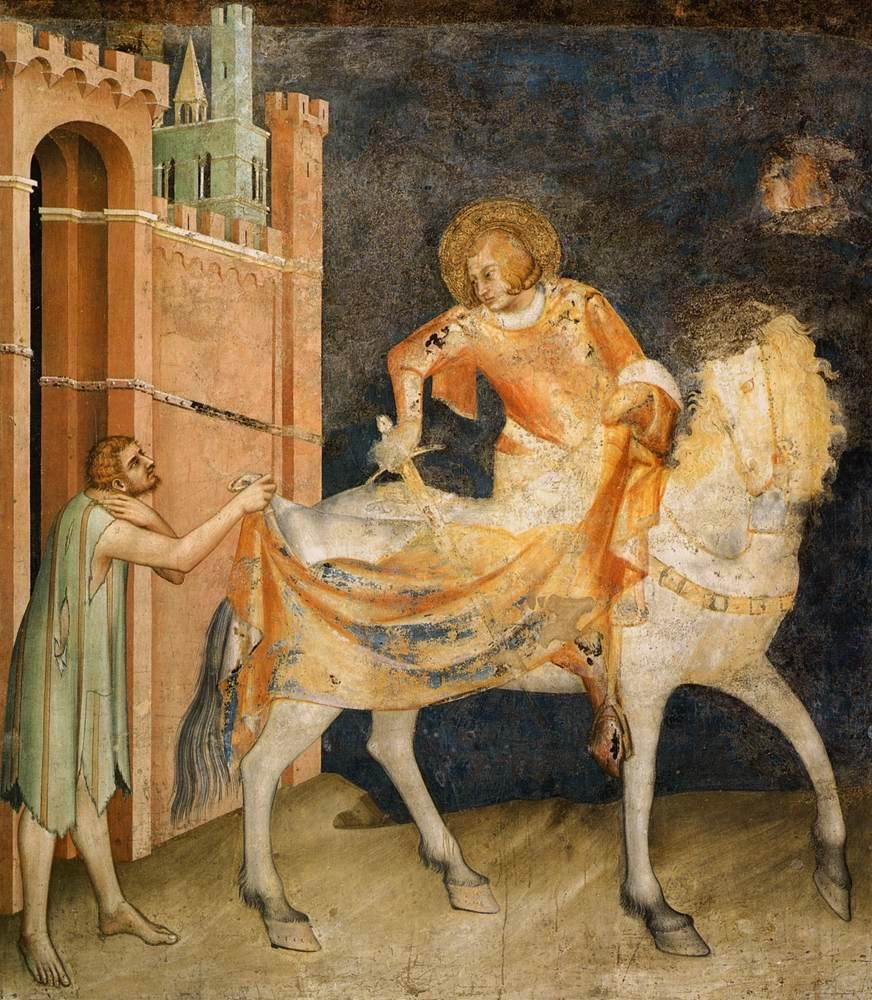
Saint Martin partage son manteau avec un pauvre à la porte d'Amiens.
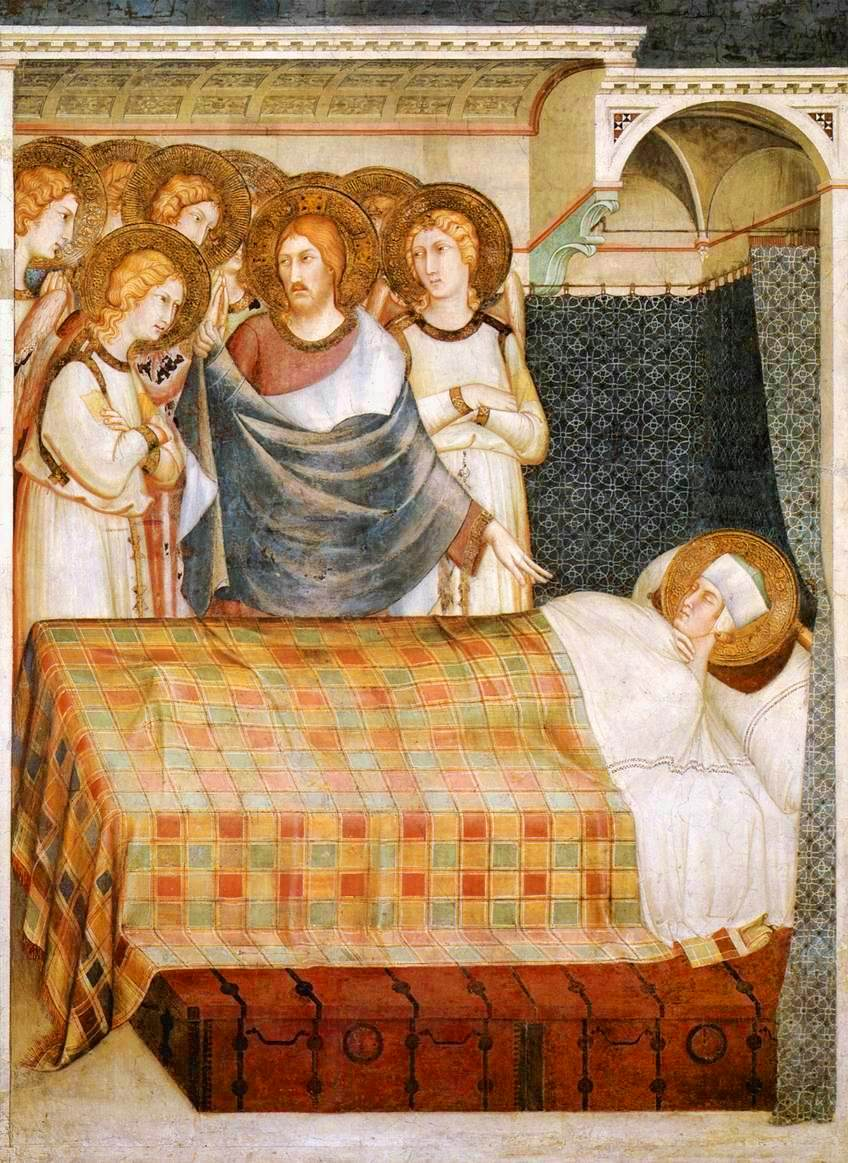
Apparition du Christ et des anges en rêve à saint Martin.
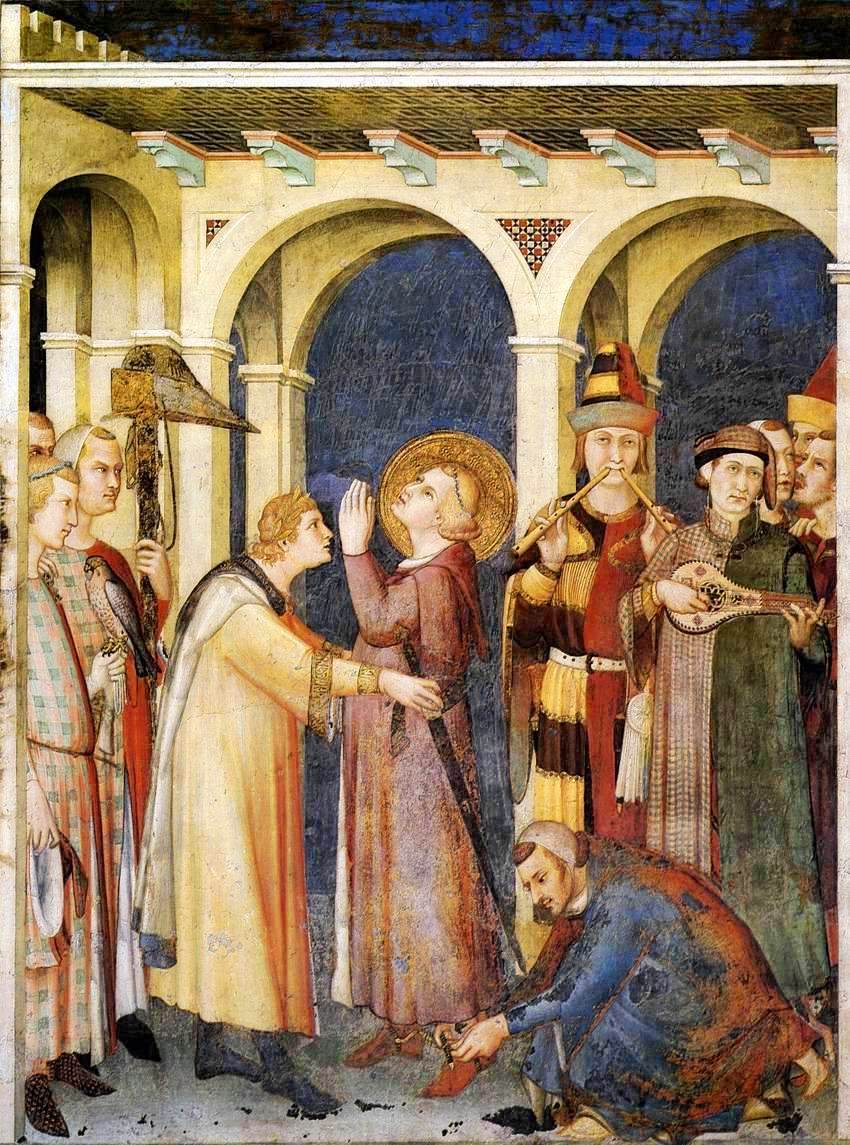
Investiture de saint Martin comme chevalier par l'empereur Julien.
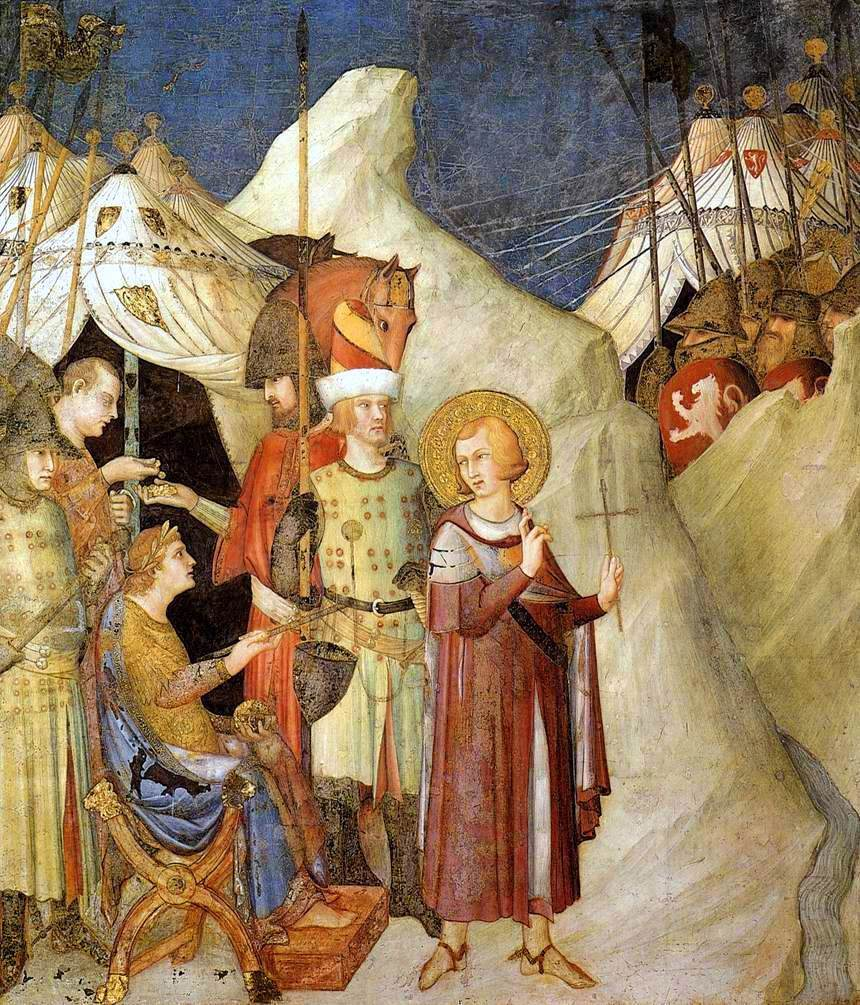
Le renoncement aux armes de Martin.
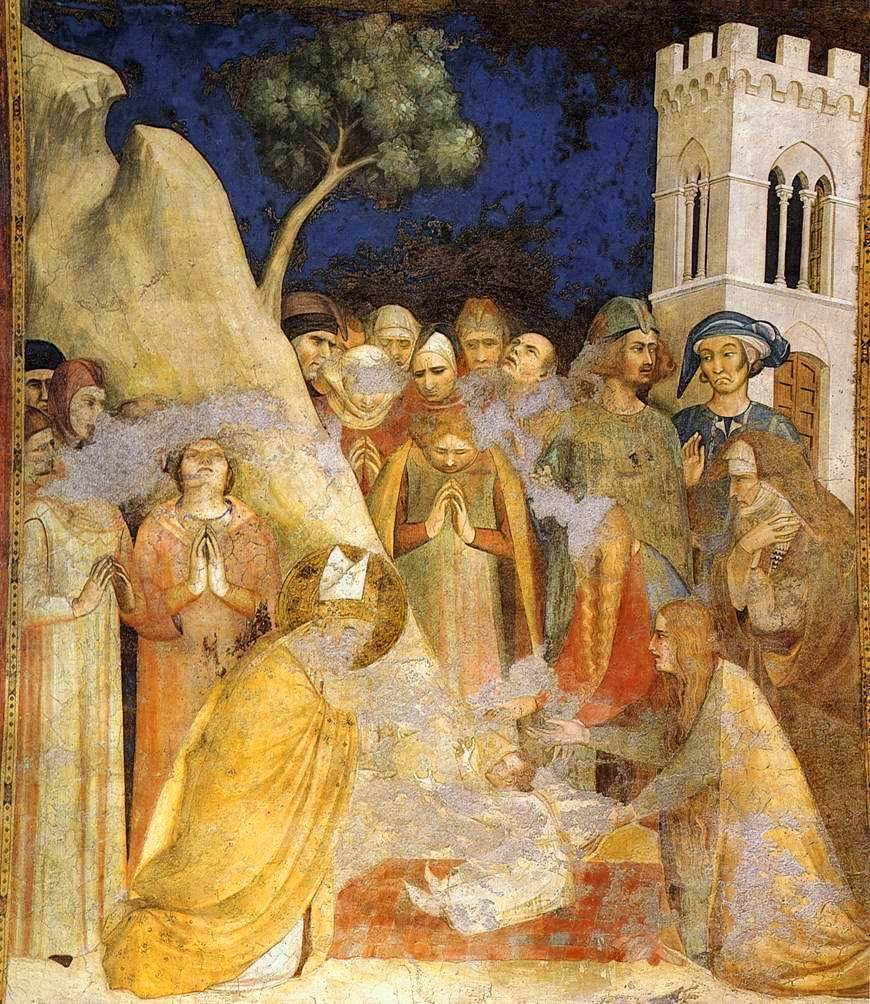
Résurrection d'un enfant à Chartres.
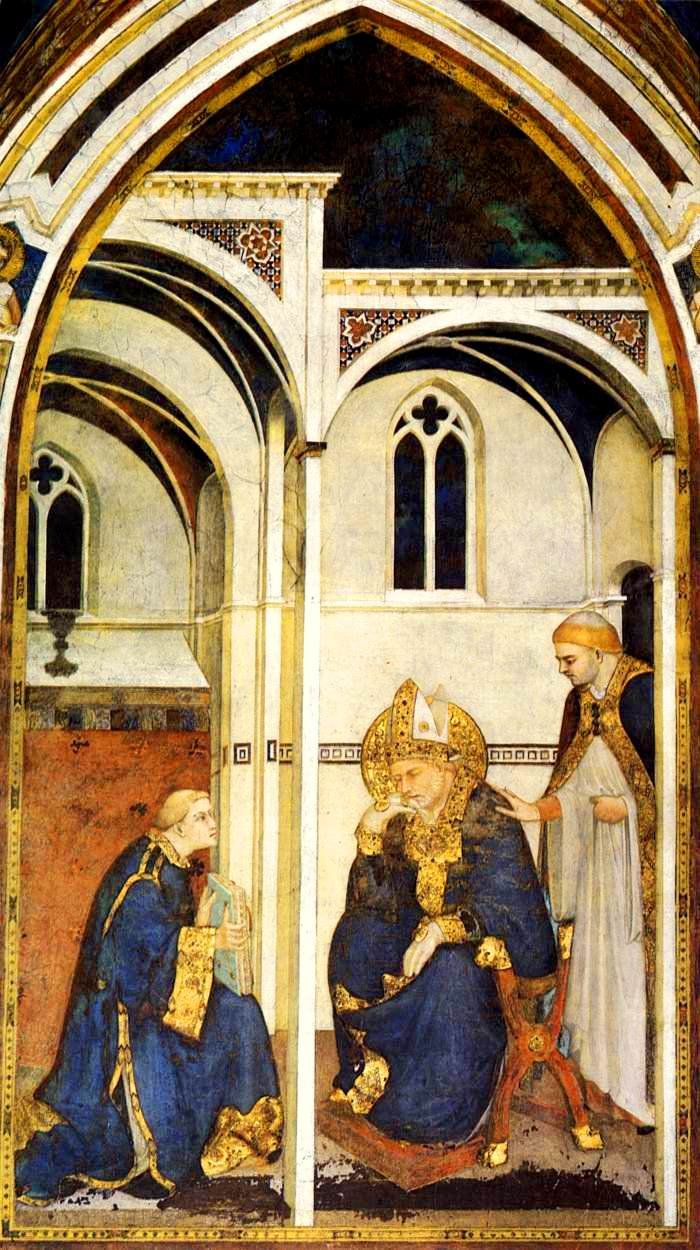
Rêve de saint Ambroise.
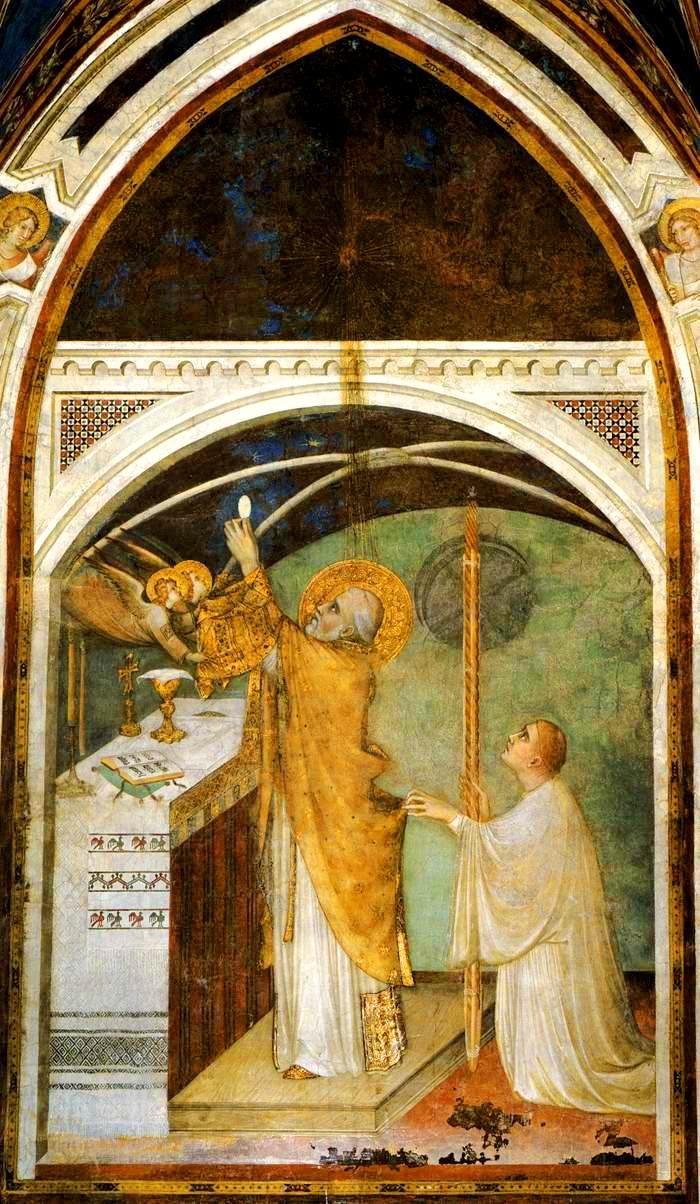
Les anges viennent au secours de saint Martin.
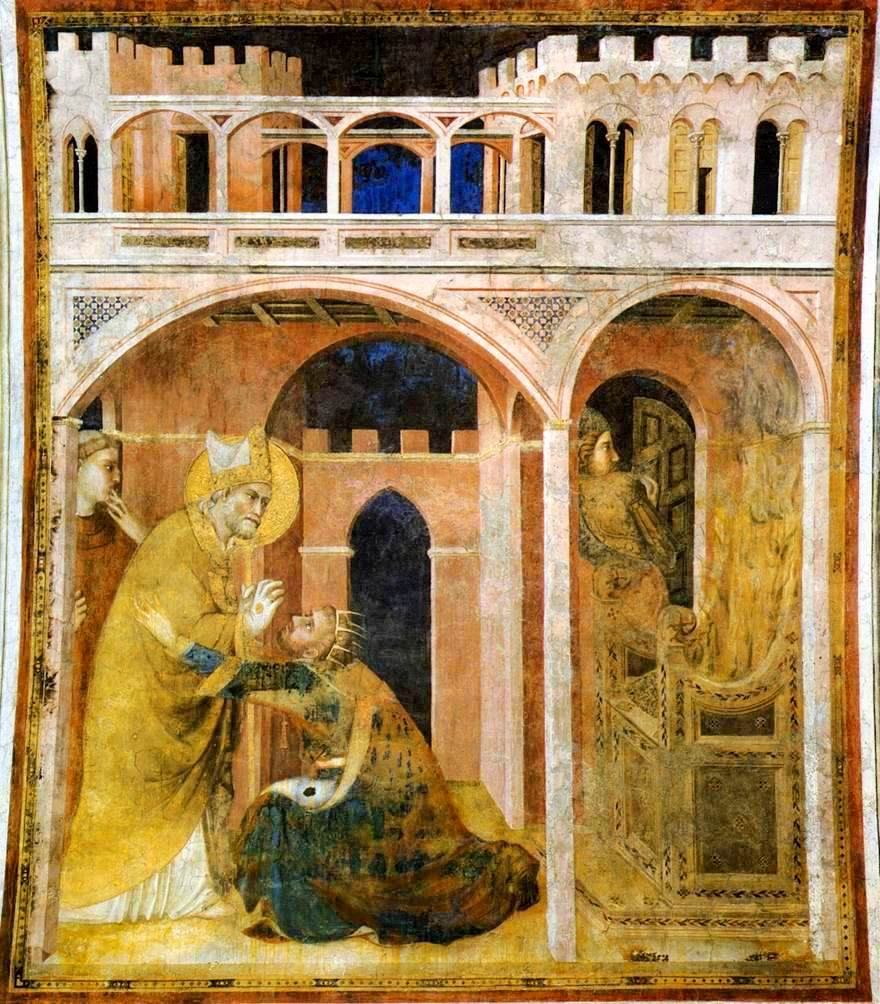
L'empereur Valentinien tombe à genoux aux pieds de saint Martin.
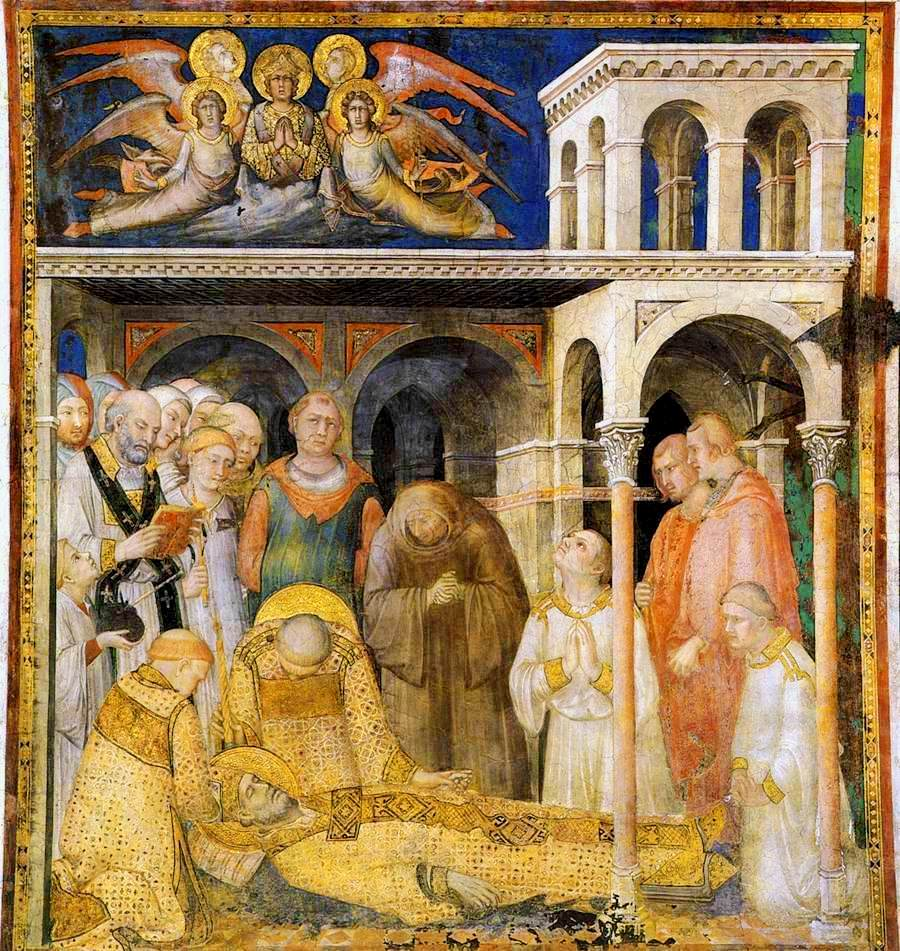
Mort de saint Martin.
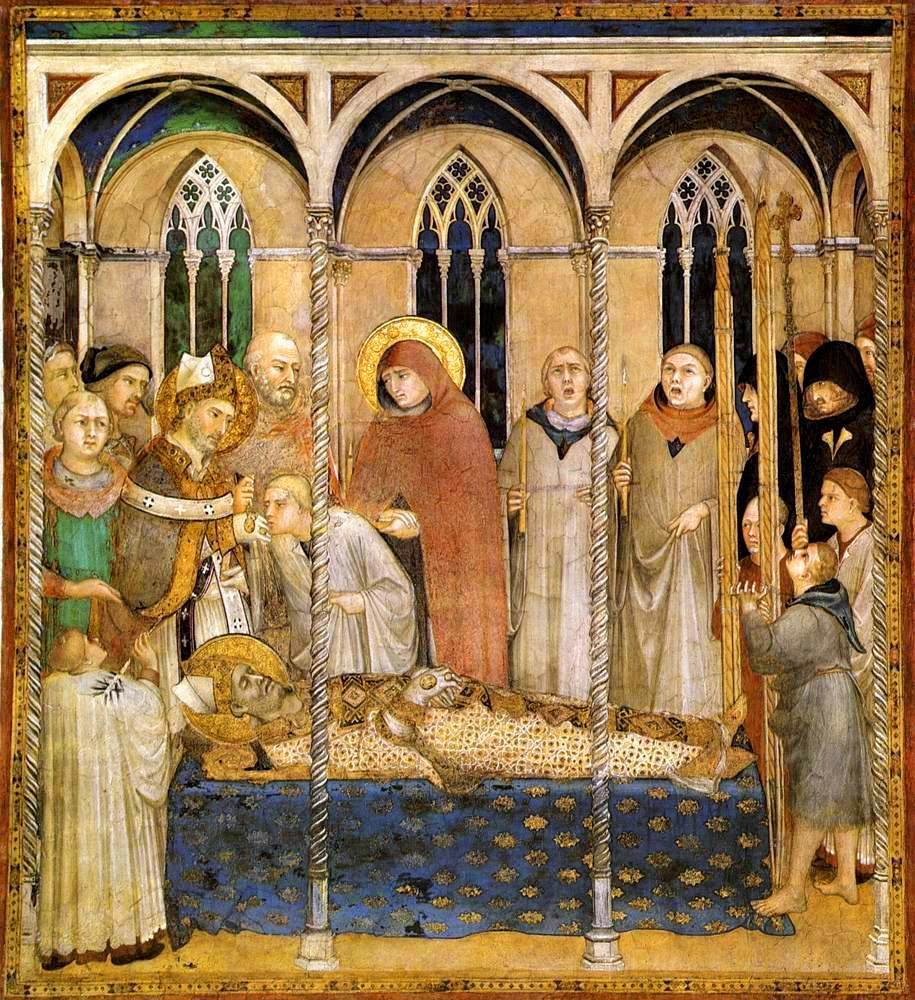
Funérailles de saint Martin en présence de saint Ambroise miraculeusement apparu .
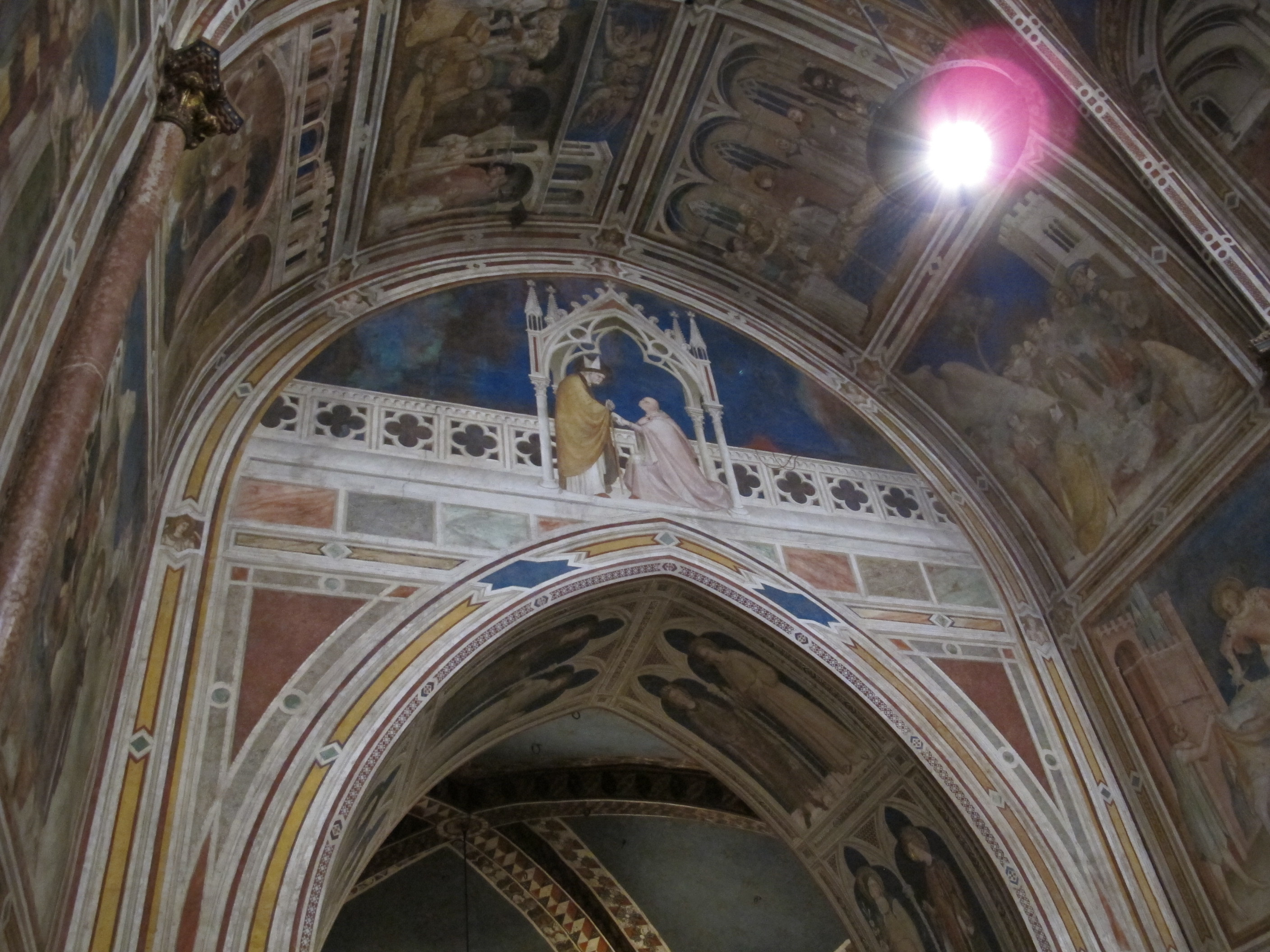
Dédicace de la chapelle avec saint Martin et le Cardinal Gentile Partino da Montefiore
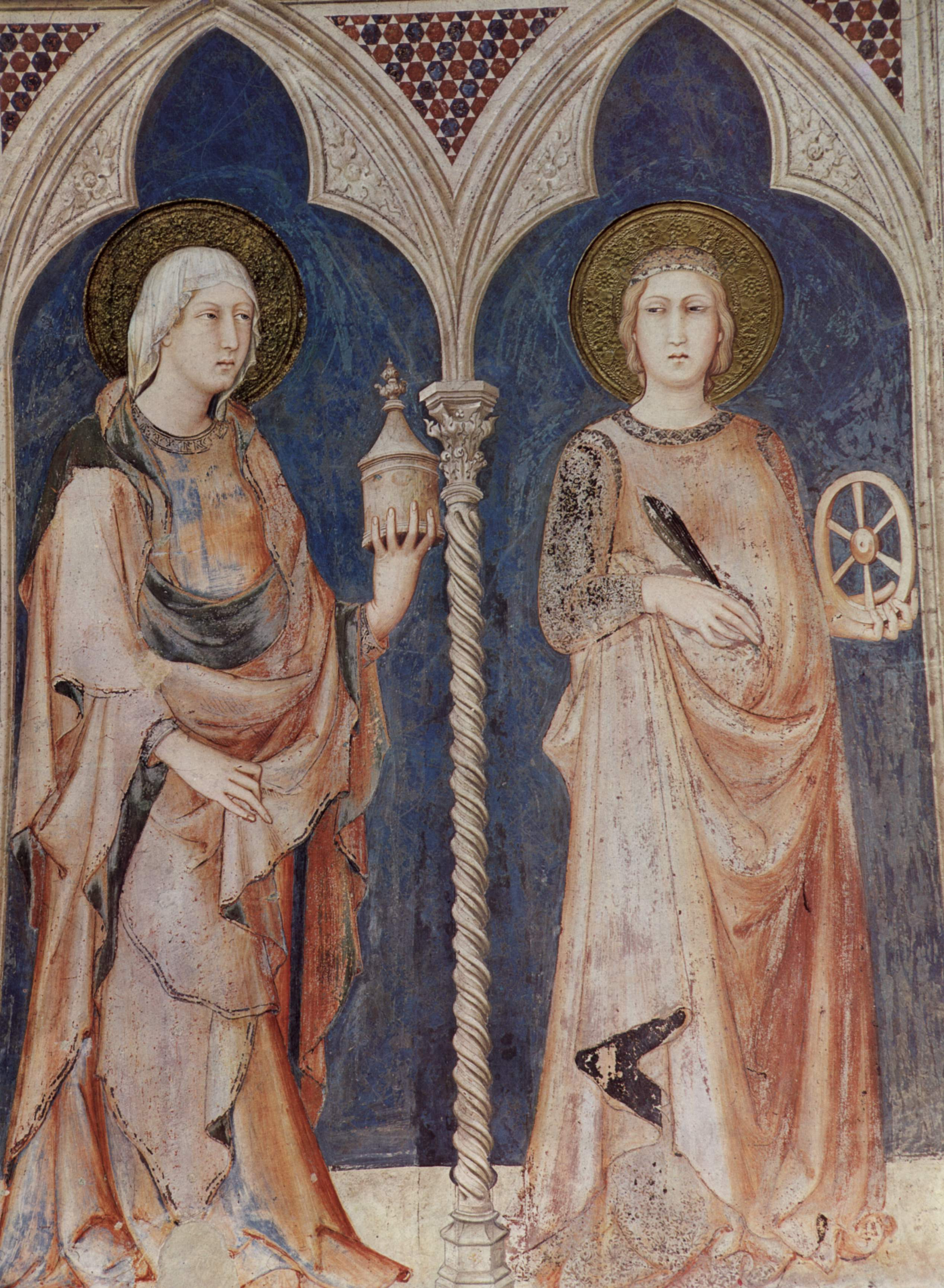
Sainte Marie Madeleine et Sainte Catherine d'Alexandrie.
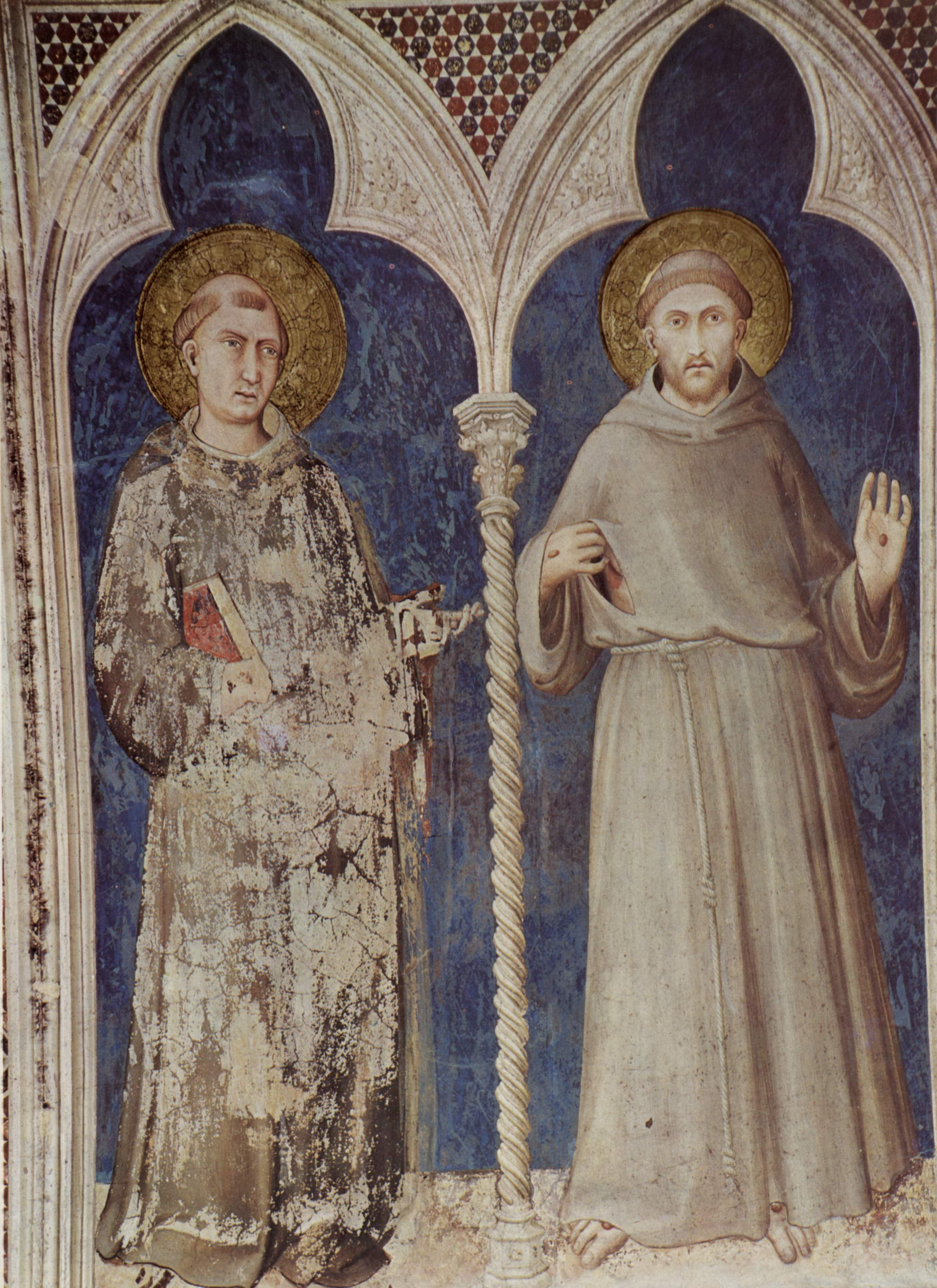
Saint Antoine de Padoue et Saint François.
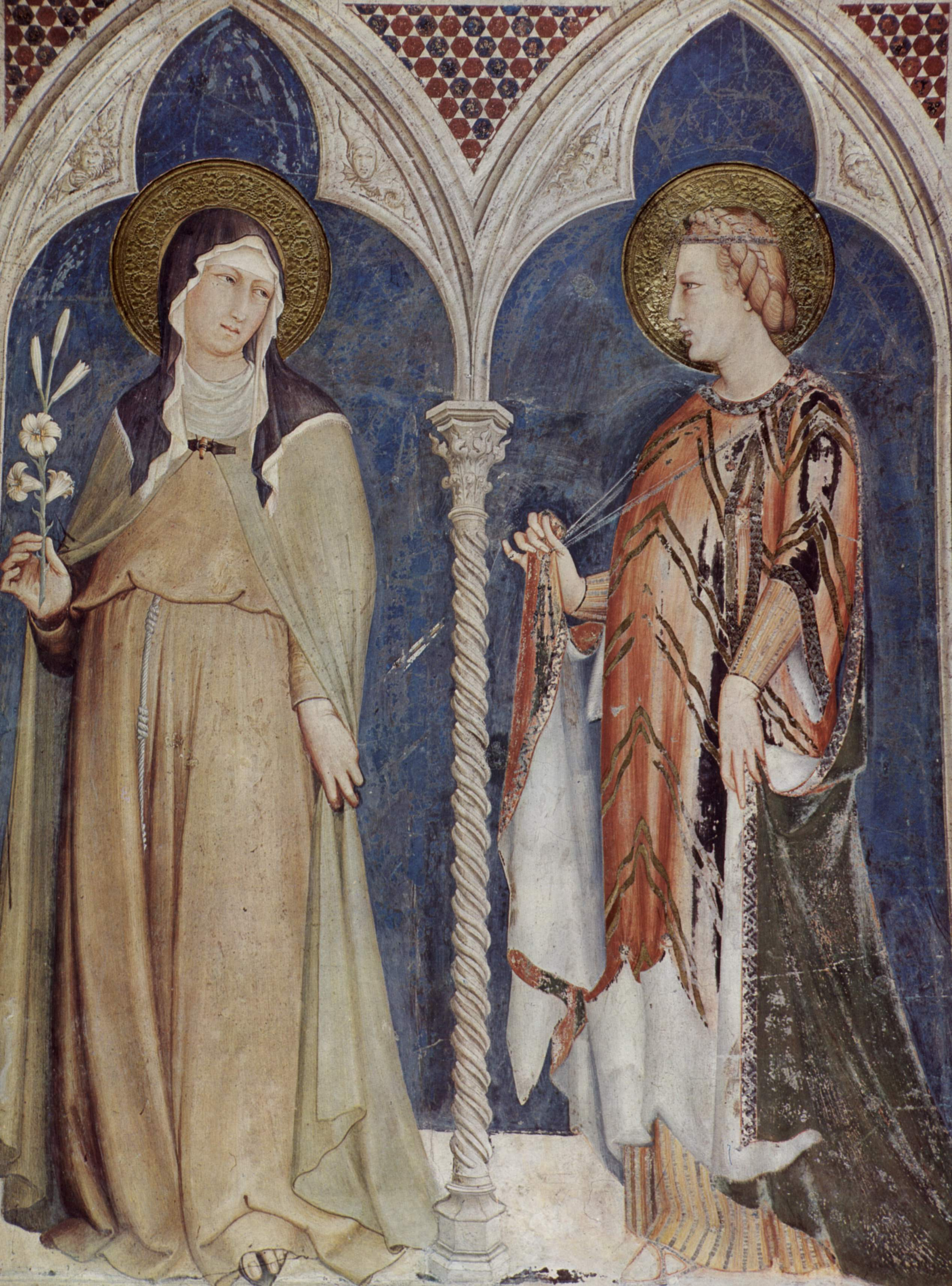
Sainte Claire et Sainte Élisabeth de Hongrie.
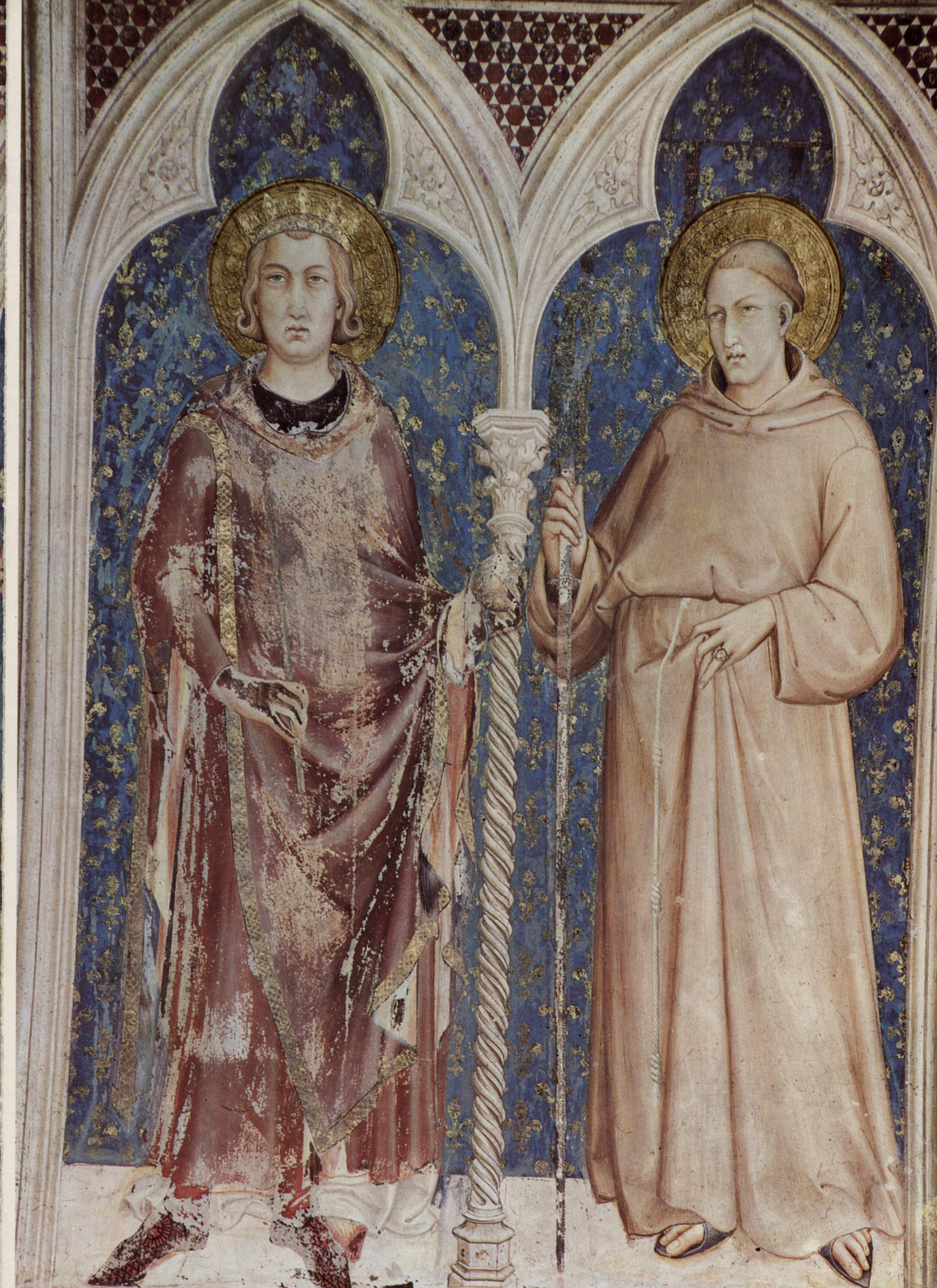
Saint Louis de France et Saint Louis de Toulouse.

## Style
Le style de Simone Martini, lors de ces dernières années, est réaliste et plus raffiné dans la manière dont les personnages, leurs visages, leurs postures, le toucher de leurs mains sont représentés. Simone est extrêmement habile à rendre les lignes physionomiques des visages pour leur donner un caractère naturaliste et vraisemblable, jamais stéréotypé. Cela se voit particulièrement dans les visages des personnages secondaires des fresques tels que les musiciens de la cour dans la scène de L'Investiture du saint en chevalier ou du garde qui se tient entre l'empereur et le saint dans la scène de Le Renoncement aux armes ou le visage du personnage perplexe dans la scène du Miracle de l'enfant ressuscité. Ce réalisme est visible également dans le soin avec lequel les tissus et les objets sont représentés. Simone est un peintre courtois, profane même dans la représentation de sujets religieux, presque chevaleresque.
Dans ces fresques, l'influence de Giotto est également visible, qui, dans ces années, peignait des fresques sur le transept droit de la même basilique. Il résulte de cette influence le placement des scènes dans des contextes architecturaux rendus avec une perspective appropriée et une plus grande attention aux véritables sources de lumière dans le rendu des ombres. Les volumes des saints en pied dans l'intrados, les dernières fresques peintes par Simone dans l'ordre chronologique dans cette chapelle, sont une nouvelle approche du style de Giotto. Cependant Simone ne s'est pas passivement adapté à l'école florentine, au contraire il existe un fossé très net entre sa manière de peindre et celle de Giotto à partir du même thème de peintures : Simone ne peint pas les histoires d'un saint populaire comme saint François, mais d'un saint chevalier raffiné, dont il souligne quelques aspects édulcorés de la légende. Par exemple, dans la célèbre scène de L'Investiture de saint Martin, l'action se déroule dans un palais, avec les musiciens de la cour magnifiquement vêtus et avec un domestique ayant un faucon chasseur à la main. Le contexte de Simone est plus fabuleux, son étude réaliste des costumes et des poses est absolument remarquable ; l'identification physionomique dans les visages est inégalée dans toute la peinture de l'époque, y compris chez Giotto. Le rendu des couleurs bénéficie également de l'usage d'un plus grand répertoire.
En résumé, avec ces fresques, Simone s'affirme comme un peintre laïc, courtois et raffiné. C'est au cours de ces années que sa capacité à représenter des éléments naturels s'est concrétisée, jetant les bases de la naissance du portrait.

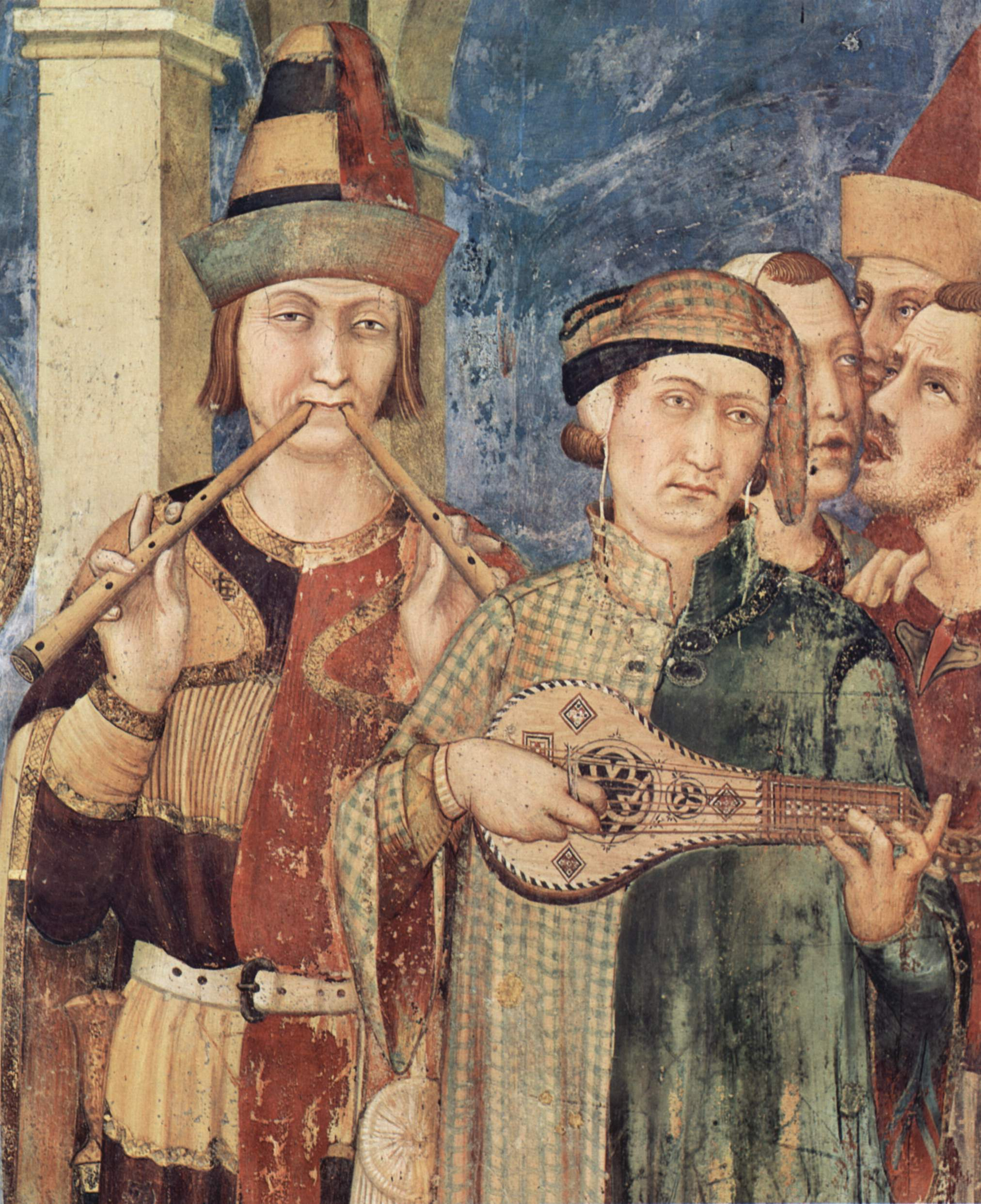
Investiture de saint Martin comme chevalier (détail).
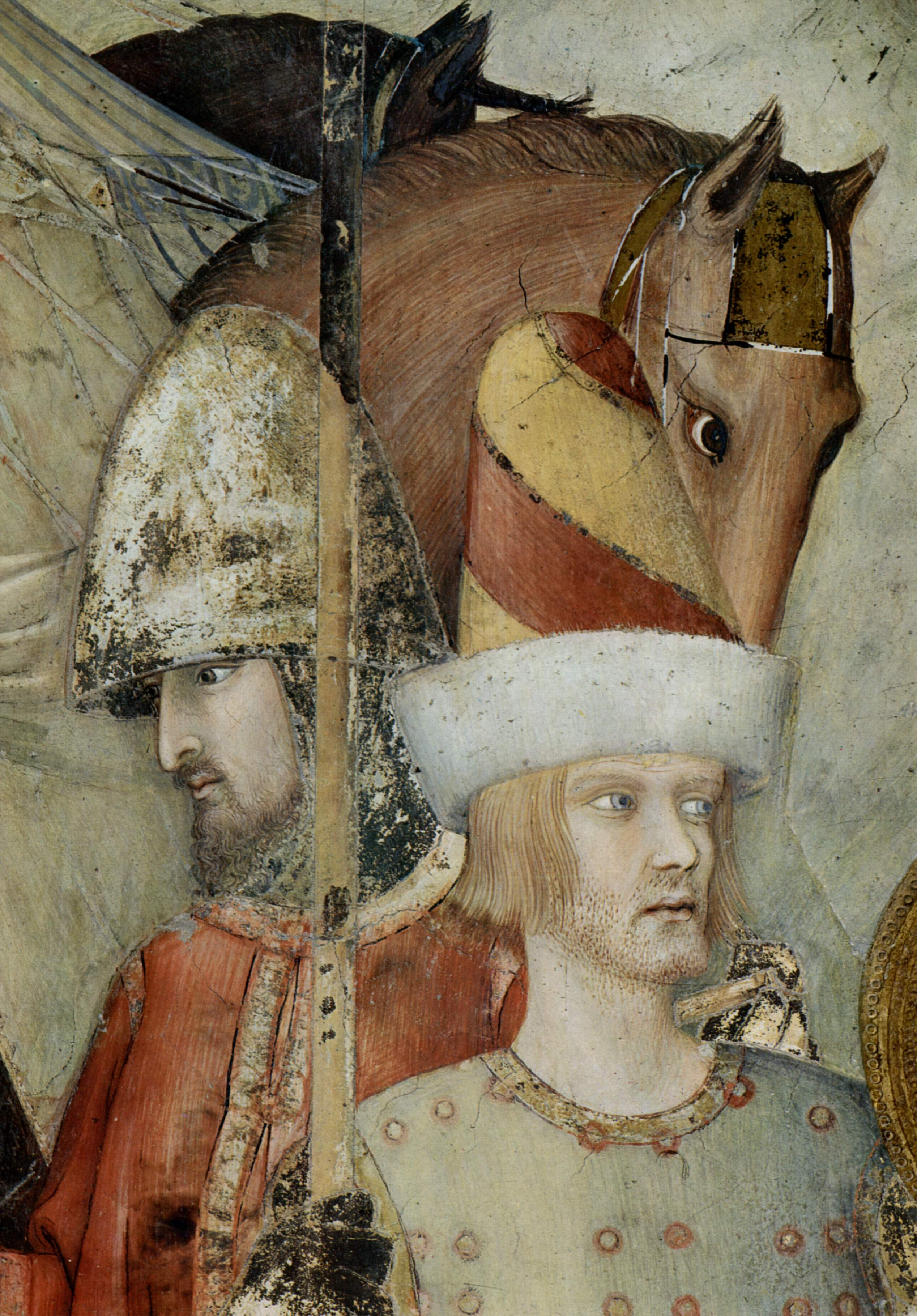
Le Renoncement aux armes de Martin (détail).
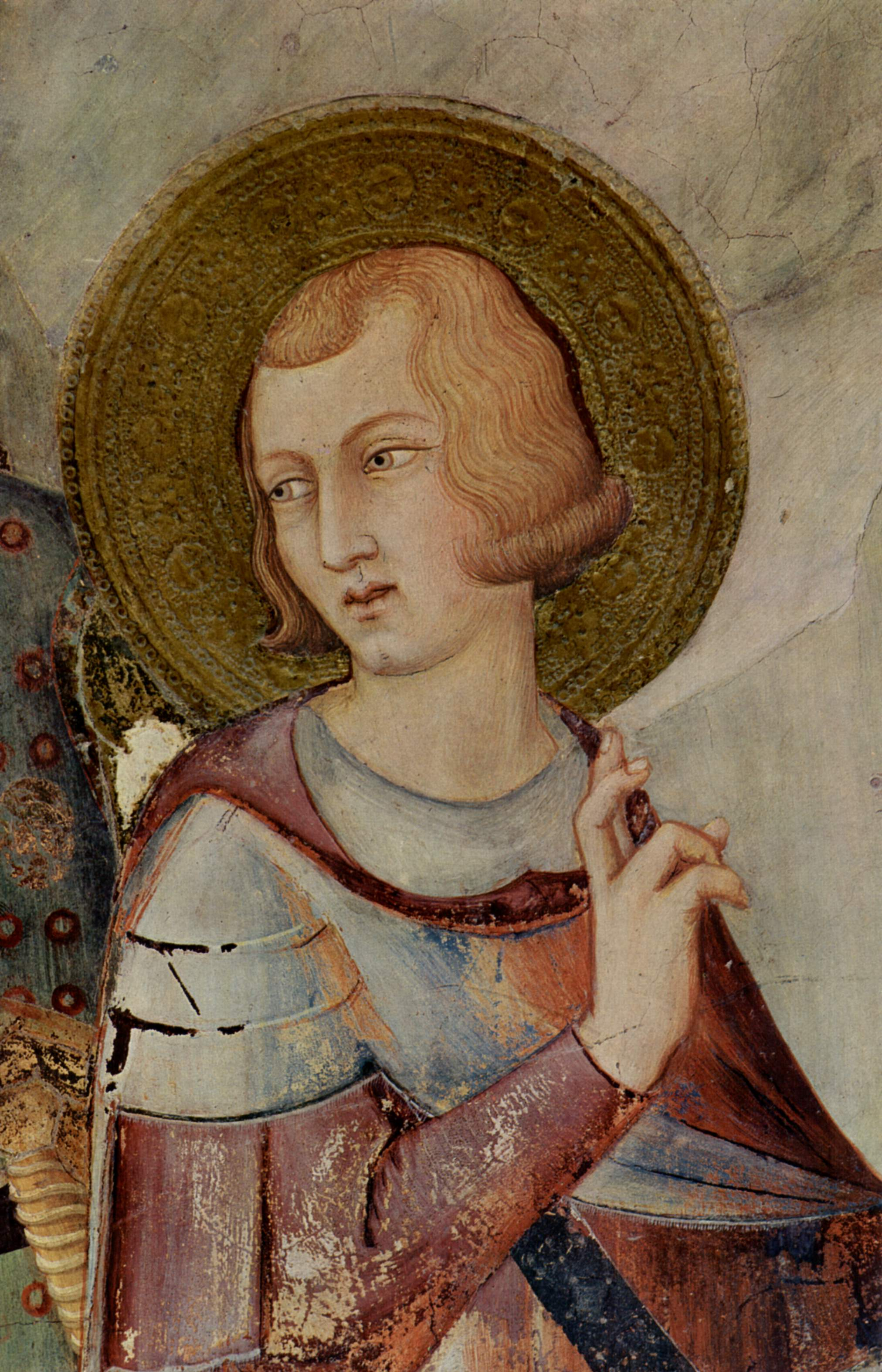
Le Renoncement aux armes de Martin (détail).
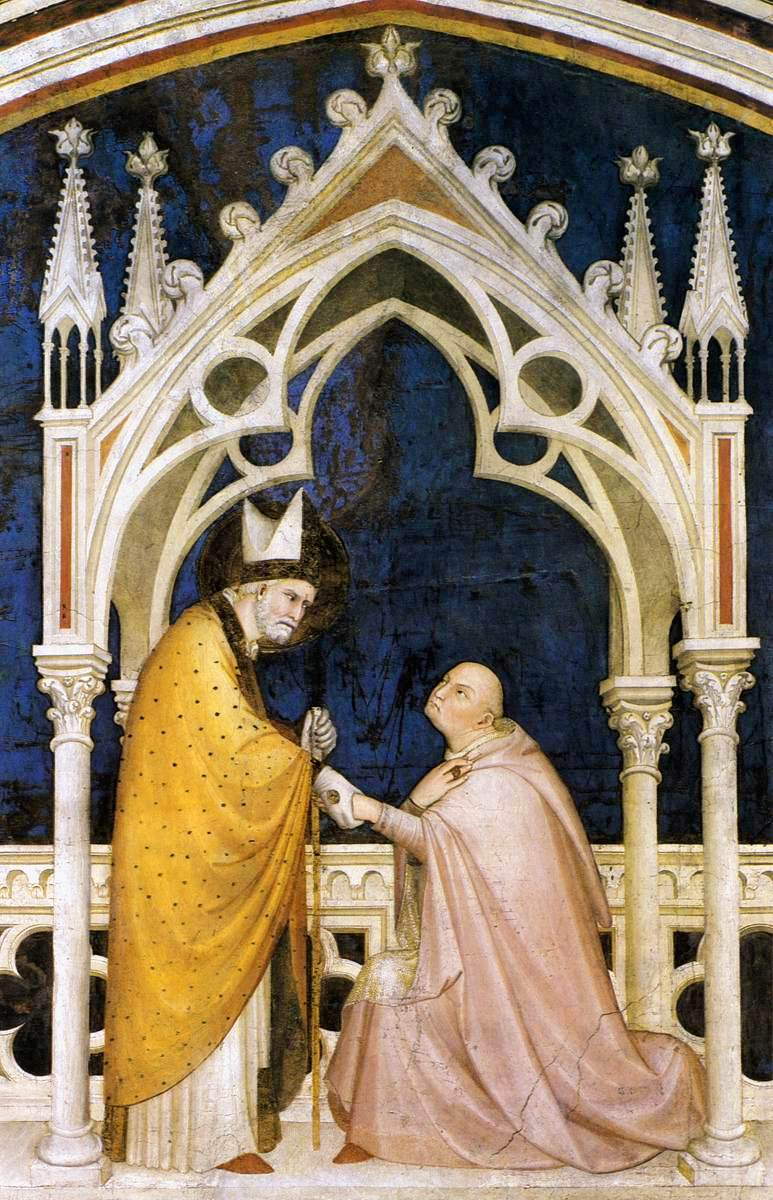
Dédicace de la chapelle avec saint Martin et le Cardinal Gentile Partino da Montefiore (détail).